# Świat według blondynki
Świat według blondynki – polska audycja radiowa emitowana w Radiu Zet w każdą niedziel od kwietnia 1999 do marca 2016, z przerwą między 29 sierpnia 2004 a 18 grudnia 2005, prowadzona przez podróżniczkę i pisarkę Beatę Pawlikowską.

## Format
Program obejmował różnorodną tematykę – podróżniczą, filmową, doświadczenia życiowe samej autorki – oraz przedstawiał jej punkt widzenia świata, ludzi, egzotyczne obyczaje. W programie pojawiały się zarówno rady dotyczące podróżowania, jak i recenzje filmów czy przepisy kulinarne. Ważnym elementem audycji były tzw. siłownie umysłowe, czyli zagadki z nagrodami wymyślane przez autorkę.
Audycja miała swoją premierę w kwietniu 1999 roku, w Radiu Zet. Od początku prowadziła ją Beata Pawlikowska. W październiku 2004 roku audycja została przeniesiona na antenę Programu I Polskiego Radia, pod zmienioną nazwą – Świat według Beaty Pawlikowskiej. Autorka zdecydowała się powrócić do Radia Zet przed świętami Bożego Narodzenia w 2005 roku. Ostatnia audycja została wyemitowana 20 marca 2016. Program emitowano w każdą niedzielę między 10.00 a 13.00, od grudnia 2005 do marca 2016 między 10.00 a 14.00.
W latach 2016–2017 Beata Pawlikowska prowadziła swój program pod nazwą Blondynka w samo południe na internetowej platformie radiowej Open.fm.
2 września 2018 Beata Pawlikowska wróciła do prowadzenia audycji, pod nową nazwą Blondynka w podróży. Audycja emitowana była w Radiu Kolor.

## Nominacja
W 2002 roku Świat według blondynki został nominowany do nagrody Grand Press. Niedługo później Beata Pawlikowska zdobyła pierwsze miejsce w plebiscycie na osobowość radiową „Zdobywcy Eteru 2003” portalu Media FM.net.